# 존경

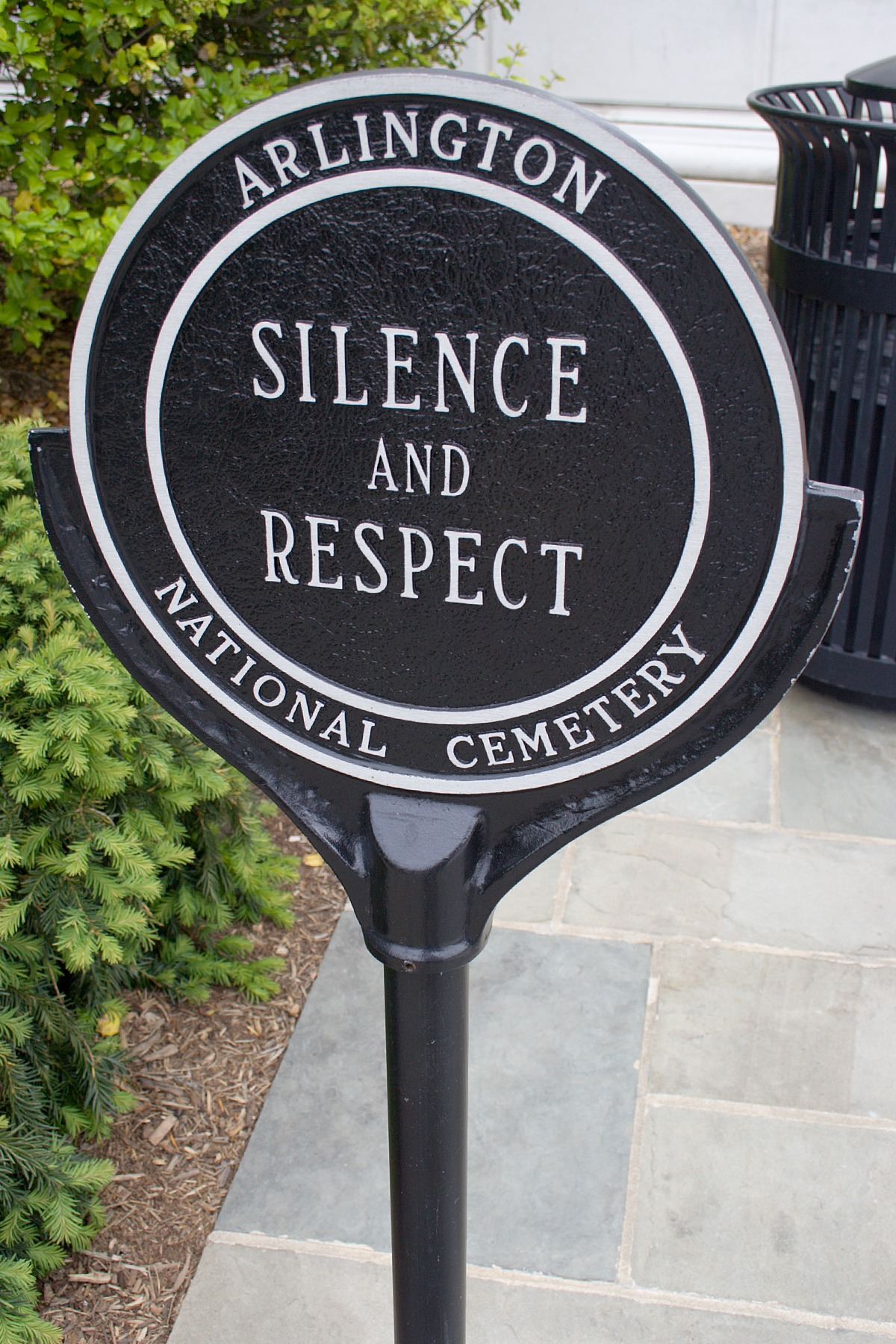
알링턴 국립묘지의 "침묵과 존중"을 당부하는 표지판

존경(尊敬)은 중요하다고 여겨지거나 존경받거나 존중받는 대상에 대해 보이는 긍정적인 감정이나 공손한 행동을 의미한다. 이는 선하거나 가치 있는 자질에 대한 감탄의 의미를 전달한다. 또한 누군가의 필요나 감정에 대한 배려, 관심, 고려를 보여줌으로써 그 사람을 공경하는 과정이기도 하다. 존경하는 이에게 하는 말을 존경어라고 한다.
많은 문화권에서 사람들은 달리 증명되지 않는 한 존경받을 가치가 있다고 여겨진다. 어떤 사람들은 모범적인 행동이나 사회적 역할을 통해 특별한 존경을 얻을 수도 있다. "명예 문화"에서는 존경이 기본적으로 부여되기보다는 이러한 방식으로 얻어지는 경우가 더 많다. 존경을 표하는 예의는 서방 세계에서 "감사합니다"와 같은 간단한 단어와 구문이나 인도 아대륙에서 "나마스테"와 같은 말, 또는 가벼운 절, 미소, 직접적인 눈맞춤, 악수와 같은 간단한 신체적 신호를 포함할 수 있다. 이러한 행동은 문화적 맥락에 따라 매우 다른 해석을 가질 수 있다. 최종 목표는 모든 사람이 존중받는 방식으로 대우받는 것이다.

## 존경을 표하는 신호 및 기타 방법

### 언어
존경의 한 가지 정의는 어떤 사람이나 사물의 능력, 자질, 성취로 인해 그에 대한 감탄을 느끼는 감정이다.
존칭은 사람을 부르거나 언급할 때 존경을 표하기 위해 사용되는 단어 또는 표현이다(예: "박사님"과 같은 칭호 또는 대명사 형태).
일반적으로 존칭은 2인칭과 3인칭에 사용되며, 1인칭 사용은 덜 일반적이다. 일부 언어에는 "가장 겸손한 하인" 또는 "이 보잘것없는 사람"과 같은 반존칭 1인칭 형태가 있는데, 그 효과는 2인칭 또는 3인칭에게 부여되는 상대적 존경심을 높이는 것이다.
예를 들어, 일본어로 사회적 지위가 높은 사람과 이야기할 때 공손한 언어와 존칭을 사용하지 않는 것은 무례한 것으로 간주된다.
중국에서는 상대방을 오랫동안 알고 지내지 않는 한 이름으로 부르는 것이 무례하다고 여겨진다. 업무 관련 상황에서는 사람들이 서로의 직함으로 부른다. 집에서는 사람들이 종종 별명이나 친족 호칭으로 서로를 부른다. 중국 문화에서 개인은 몇 달밖에 차이가 나지 않더라도 친구를 선배나 후배로 부르는 경우가 많다. 중국인이 상대방의 나이를 묻는 것은 주로 그 사람을 어떻게 불러야 할지 알기 위함이다.

### 신체적 몸짓

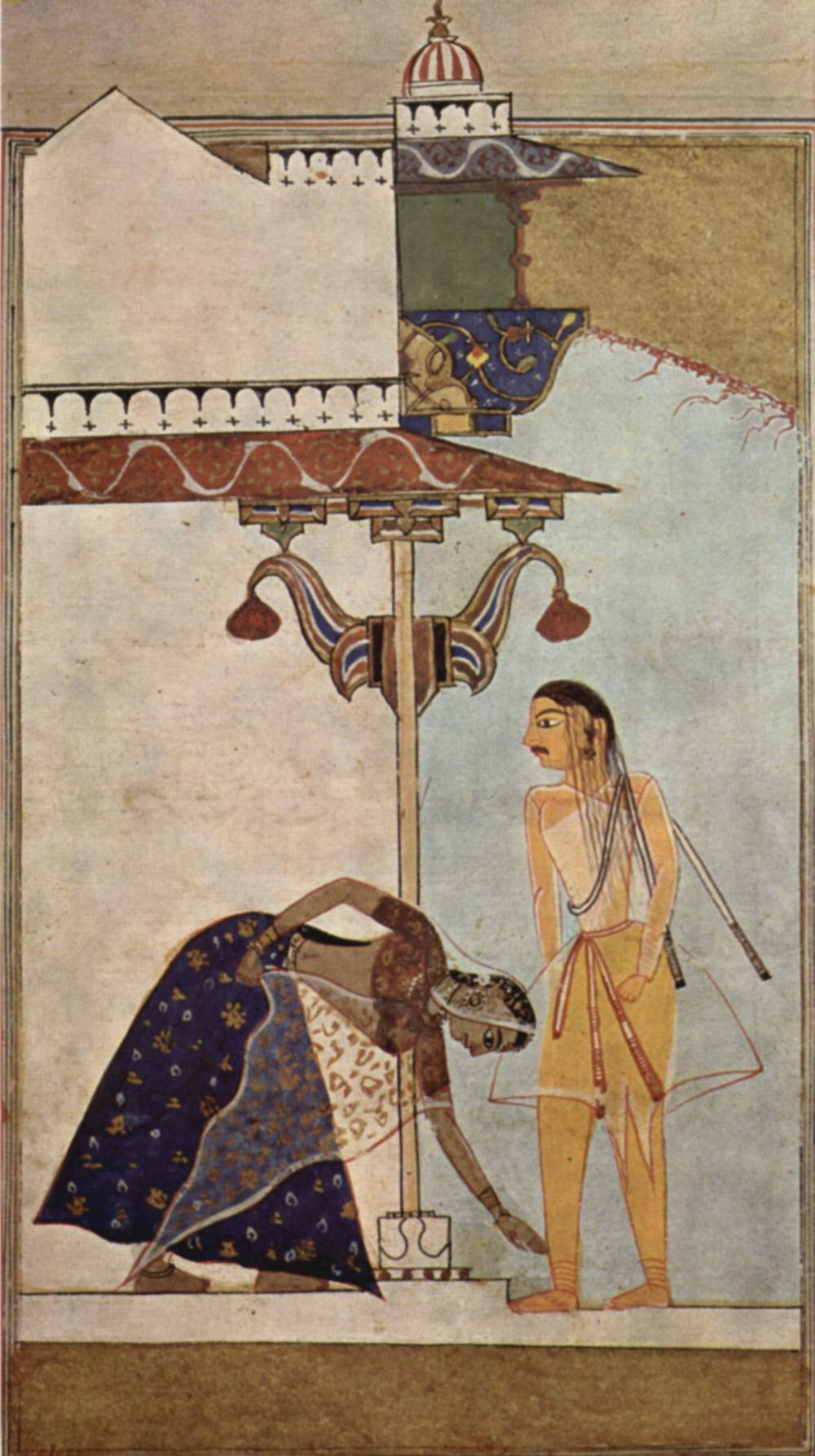
남편의 발을 만지는 아내

이슬람 문화에서는 사람들에게 존경을 표하는 많은 방법이 있다. 예를 들어, 부모, 조부모, 또는 스승의 손에 입을 맞출 수 있다. 무함마드의 말씀에는 "형제의 얼굴에 미소 짓는 것이 자선이다"라고 전해진다. 또한 무슬림은 쿠란을 매우 조심스럽게 다루는 것이 중요하다. 쿠란은 신의 말씀으로 여겨지기 때문이다. 바닥에 놓거나 더러운 손으로 만지는 것과 같은 행동은 금지되어 있으며, 용서의 기도를 해야 한다.
인도에서는 존경심의 표현으로 실수로 책이나 글쓰기 자료(지식의 여신 사라스바티의 현현으로 여겨짐) 또는 다른 사람의 몸에 발이 닿았을 경우, 오른손으로 한 손짓(프라나마)의 형태로 사과하는 것이 관습이다. 이때 죄를 지은 사람은 먼저 손가락 끝으로 물체를 만진 다음 이마와/또는 가슴을 만진다. 이는 부의 여신 락슈미의 현현으로 여겨지는 돈에도 해당된다. 프라나마, 또는 인도 문화에서 발을 만지는 것은 존경의 표시이다. 예를 들어, 아이가 조부모에게 인사할 때, 일반적으로 조부모의 발에 손을 댄다. 인도 문화에서는 발이 사랑과 힘의 원천이라고 믿어진다.
많은 아프리카/서인도 혈통 공동체와 일부 비아프리카/서인도 혈통 공동체에서는 주먹을 맞대는 것으로 존경을 표할 수 있다.
서양에서 흔한 많은 제스처나 신체적 행동은 일본에서는 무례하게 여겨질 수 있다. 예를 들어, 누군가를 직접적으로 가리켜서는 안 된다. 누군가에게 인사하거나 감사할 때, 지위가 낮은 사람이 지위가 높은 사람보다 낮게 절하지 않으면 모욕적일 수 있다. 절의 지속 시간과 깊이는 나이와 지위와 같은 많은 요인에 따라 달라진다. 일부 신체적 존경의 표시는 여성에게만 적용된다. 여성이 화장품이나 브래지어를 착용하지 않으면 비전문적이거나 자신의 상황에 무관심하다고 여겨질 수 있다.

## 미덕으로서의 존경
타인에 대한 존경은 다양한 미덕 또는 성격 강점 중 하나이다. 철학자 이마누엘 칸트는 존경의 미덕을 자신의 정언 명령의 핵심으로 삼았다:
인류를 언제나 동시에 목적으로 대하고, 결코 단순한 수단으로 대하지 않도록 행동하라.

## 문화적 가치로서의 존경

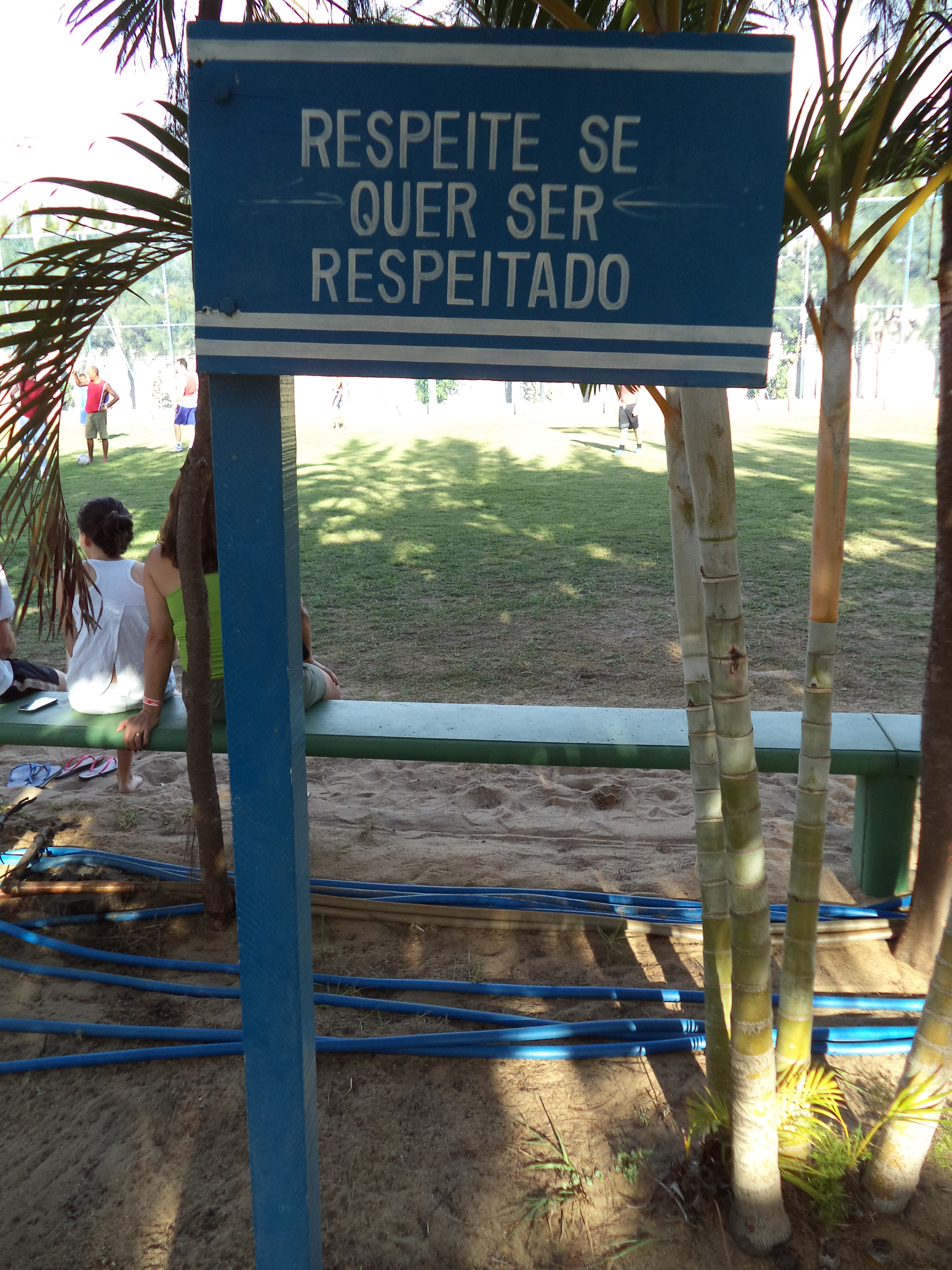
상장다바라의 "존중받고 싶으면 존중하라"는 표지판

### 중국 문화
중국 문화에서 절은 일반적으로 연장자와 조상에 대한 존경의 표시로 행해진다. 절을 할 때, 오른손 주먹을 왼손 손바닥에 배꼽 높이로 댄다. 절이 깊을수록 더 많은 존경을 표하는 것이다.
전통적으로 중국 문화에서는 악수가 많지 않았다. 그러나 이 제스처는 특히 서양인이나 다른 외국인에게 인사할 때 사람들에게 널리 행해진다. 많은 서양인은 중국식 악수가 너무 길거나 약하다고 생각할 수 있지만, 이는 중국인이 약한 악수를 겸손과 존경의 제스처로 여기기 때문이다.
코와타오(Kowtowing), 즉 무릎을 꿇고 이마가 바닥에 닿을 정도로 깊이 절하는 행위는 사원에서 예배 중에 행해진다. 코와타오(Kowtowing)는 주로 죽은 자를 기리거나 사원에서 깊은 존경을 표할 때 사용되는 강력한 몸짓이다.
많은 행동 규범은 젊은이들이 연장자에게 존경을 표하는 것을 중심으로 한다. 효는 조상, 가족, 연장자에 대한 존경을 갖는 미덕이다. 많은 문화에서와 마찬가지로, 어린 중국인들은 연장자에게 공손하게 대하고, 그들이 먼저 말하게 하고, 그들 뒤에 앉으며, 그들에게 반대하지 않아야 한다. 때때로 연장자가 방에 들어서면 모든 사람이 일어선다. 사람들은 종종 나이순으로 소개된다. 종종 젊은 사람들은 연장자를 위해 문을 열고 그들 앞에서 다리를 꼬지 않으려고 노력한다. 나이가 많을수록 더 많은 존경을 받을 것으로 기대된다.

### 아메리카 원주민 문화
많은 아메리카 원주민 사회에서 존경은 원주민들에게 그들의 문화를 가르치는 도덕적 가치로 여겨진다. 이 도덕적 가치는 공동체 참여에 영향을 미치고 사람들이 문화를 발전시키고 통합하는 데 도움이 되는 과정으로 다루어진다. 이러한 이유로 존경의 가치는 어린 시절부터 가르쳐진다.
행동과 참여의 한 형태로서 존경은 특히 아이들이 공동체에서 어떻게 행동해야 하는지에 대한 기초로서 중요하다. 아이들은 가족을 위한 요리, 집 청소 및 쓸기, 어린 또래 돌보기, 농작물 작업과 같은 성숙한 활동에 참여한다. 원주민 아이들은 이러한 활동에 대한 자신들의 참여를 존경의 표현으로 여기는 것을 배운다. 활동에 참여함으로써 존경을 표하는 이러한 방식을 통해 아이들은 문화에 대해 배울 뿐만 아니라 문화를 실천하기도 한다.

## 같이 보기
- 존엄
- 예의
- 아시아의 예절